# 16515 Usmanʹgrad
16515 Usmanʹgrad este un asteroid din centura principală de asteroizi.

## Descriere
16515 Usmanʹgrad este un asteroid din centura principală de asteroizi. A fost descoperit pe 15 noiembrie 1990 la Observatorul de Astrofizică din Crimeea de Liudmila Cernîh. Asteroidul prezintă o orbită caracterizată de o semiaxă mare de 3,16 ua, o excentricitate de 0,17 și o înclinație de 2,2° în raport cu ecliptica.